# Parakiefferiella smolandica
Parakiefferiella smolandica är en tvåvingeart som först beskrevs av Lars Zakarias Brundin 1947.  Parakiefferiella smolandica ingår i släktet Parakiefferiella, och familjen fjädermyggor. Arten är reproducerande i Sverige.